# آدام بوسدوکوش
آدام بوسدوکوش (یونانی: Αδάμ Μπουσδούκος؛ زادهٔ ۲۵ ژانویهٔ ۱۹۷۴) هنرپیشه یونانی‌تبار اهل آلمان است.
از فیلم‌ها یا برنامه‌های تلویزیونی که وی در آن نقش داشته‌است می‌توان به روح آشپزخانه، در مقابل دیوار، در ماه ژوئیه، برش، و دستکش طلایی اشاره کرد.